# DY Гончих Псов
DY Гончих Псов (лат. DY Canum Venaticorum) — тройная звезда в созвездии Гончих Псов на расстоянии приблизительно 816 световых лет (около 250 парсек) от Солнца.
Пара первого и второго компонентов — двойная затменная переменная звезда типа W Большой Медведицы (EW). Звёздная величина диапазона CV звезды — от +13,9m до +13,17m. Орбитальный период — около 0,246 суток (5,9028 часа).
Открыта группой астрономов проекта ROTSE-1 в 2000 году*.

## Характеристики
Первый компонент — оранжевый карлик спектрального класса K. Масса — около 0,853 солнечной, радиус — около 0,761 солнечного, светимость — около 0,214 солнечной. Эффективная температура — около 4297 K.
Второй компонент — оранжевый карлик спектрального класса K. Масса — около 0,681 солнечной, радиус — около 0,691 солнечного. Эффективная температура — около 4410 K.
Третий компонент. Масса — около 0,11 солнечной. Орбитальный период — около 14,9 года.